# Tramway de Songjiang
Le tramway de Songjiang (chinois simplifié : 松江有轨电车 ; chinois traditionnel : 松江有軌電車 ; pinyin : Sōngjiāng yǒu guǐ diànchē) est un tramway sur rail dans le district de Songjiang, à Shanghai, en Chine.
Le réseau se compose de deux lignes (T1 et T2) totalisant 32 km et 42 stations.

## Historique

Carte du réseau de tramway de Songjiang

La première section de 13,9 km, avec 20 stations, a ouvert le 26 décembre 2018.
Une section de 12.864 km (comprenant la section restante de T2 et une partie de T1) a ouvert le 10 août 2019.
La section restante du T1 (de la gare de Xinqiao à Xinmiaosan road) a ouvert le 30 décembre 2019. La section est longue de 3,881 km.
La date d'ouverture de la station Chenta Road de la ligne T1 reste encore inconnue.

Une rame à la station Cité universitaire de Songjiang, décembre 2018

## Description
La fréquentation du réseau est estimée à 170 000 passagers par jour.
Les deux lignes desservent la ville-nouvelle de Songjiang ainsi que sa cité universitaire, et permettent la correspondance avec la ligne 9 du métro de Shanghai.

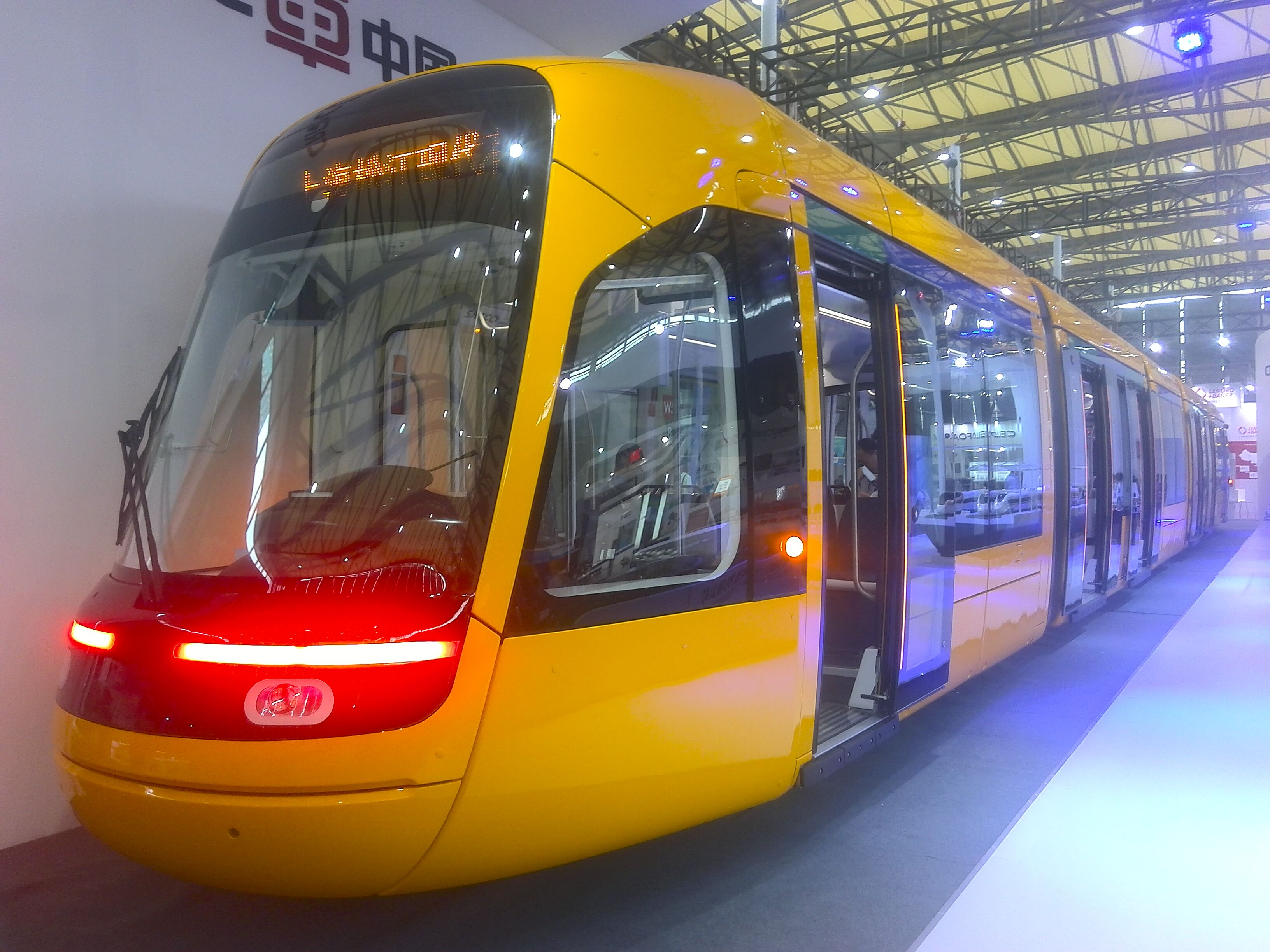
Une rame du tramway de Songjiang en exposition

## Matériel roulant
Une coentreprise regroupant Alstom et la Shanghai Rail Traffic Equipment Development Company a remporté en avril 2015 un contrat de 72 millions d'euros pour la fourniture de 30 tramways Alstom Citadis.
Le parc de rames de tramway comprend 30 véhicules légers sur rail (LRV). Le premier LRV à plancher bas Silkworm a été livré le 21 novembre 2016.

## Exploitation
Le réseau est exploité par la coentreprise, Shanghai Keolis, associant Shanghai Shentong Metro Group et Keolis en Chine. Le groupe Shanghai Shentong Metro détient 51% des parts.
Shanghai Keolis a obtenu un contrat d'exploitation et de maintenance d'une durée de cinq ans.

## Projets et extension

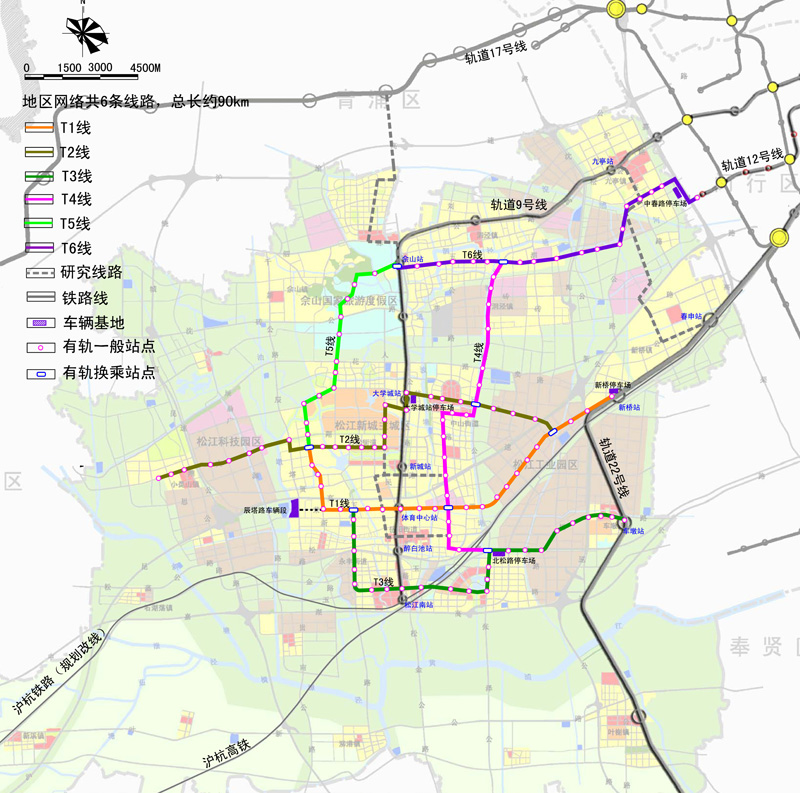
Réseau planifié avec 6 lignes (T1 à T6)

Quatre autres lignes sont en développement, pour un total de 90 km.

## Galerie photographique

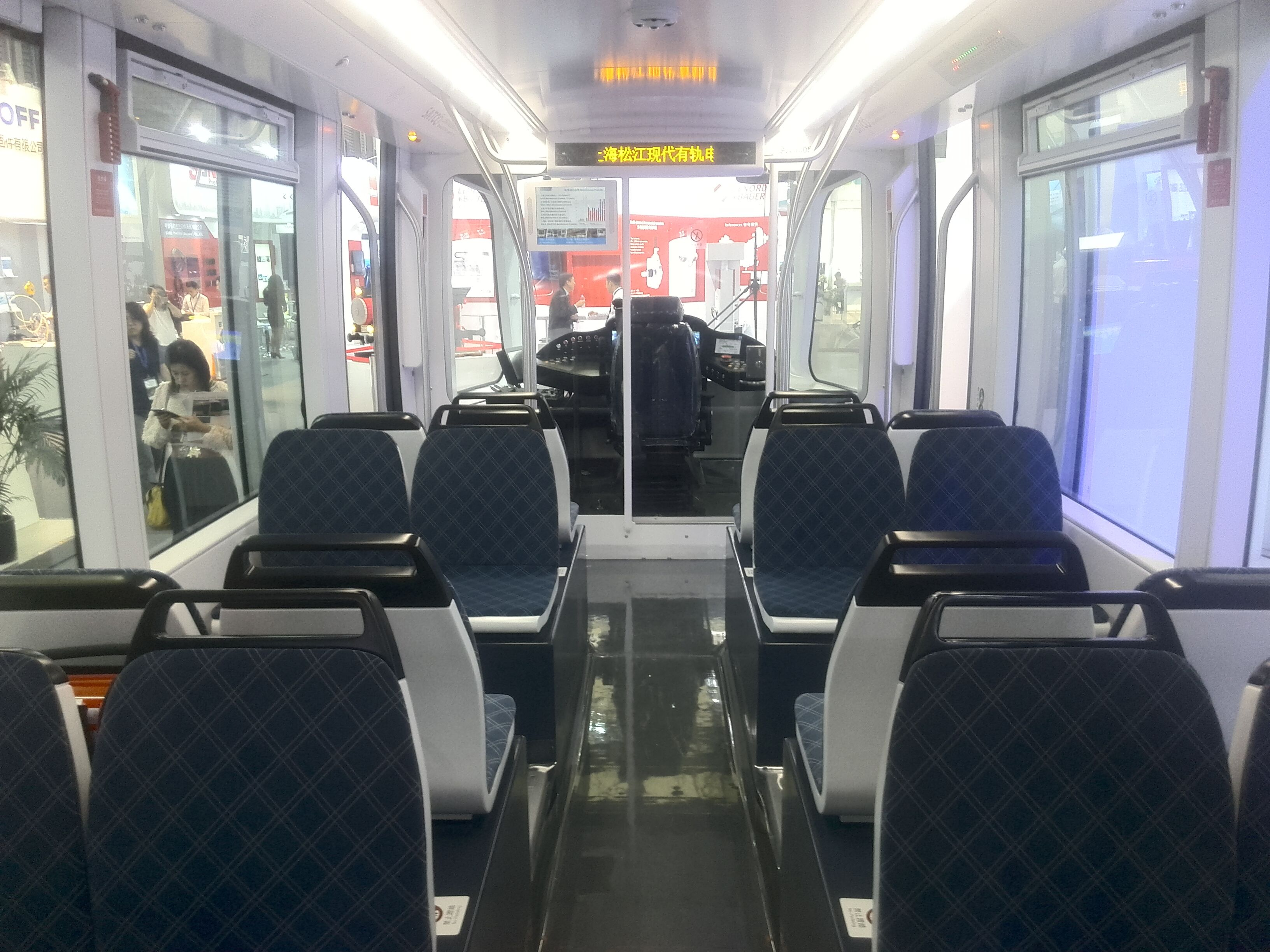
Intérieur de la rame
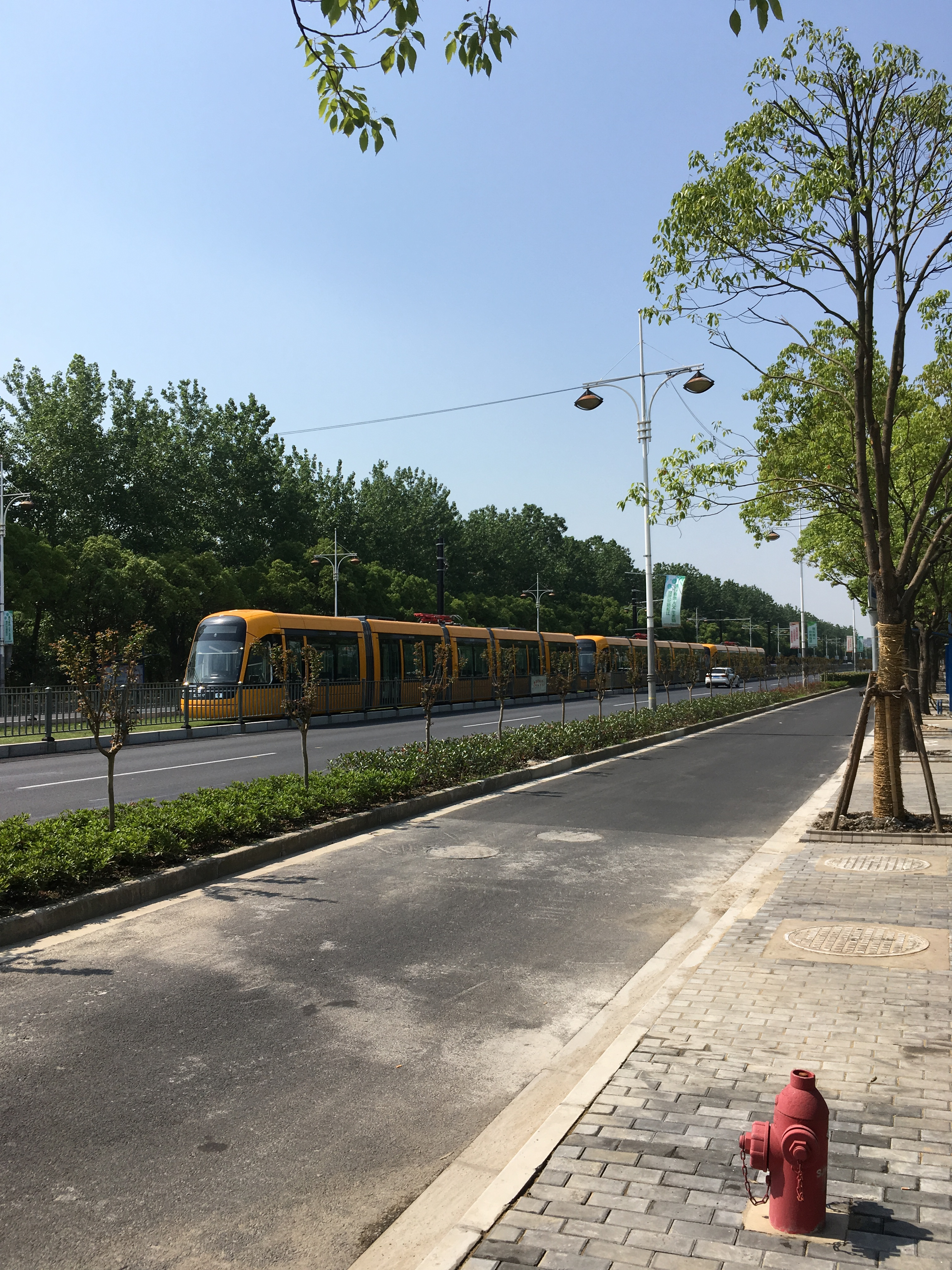
Une rame en circulation
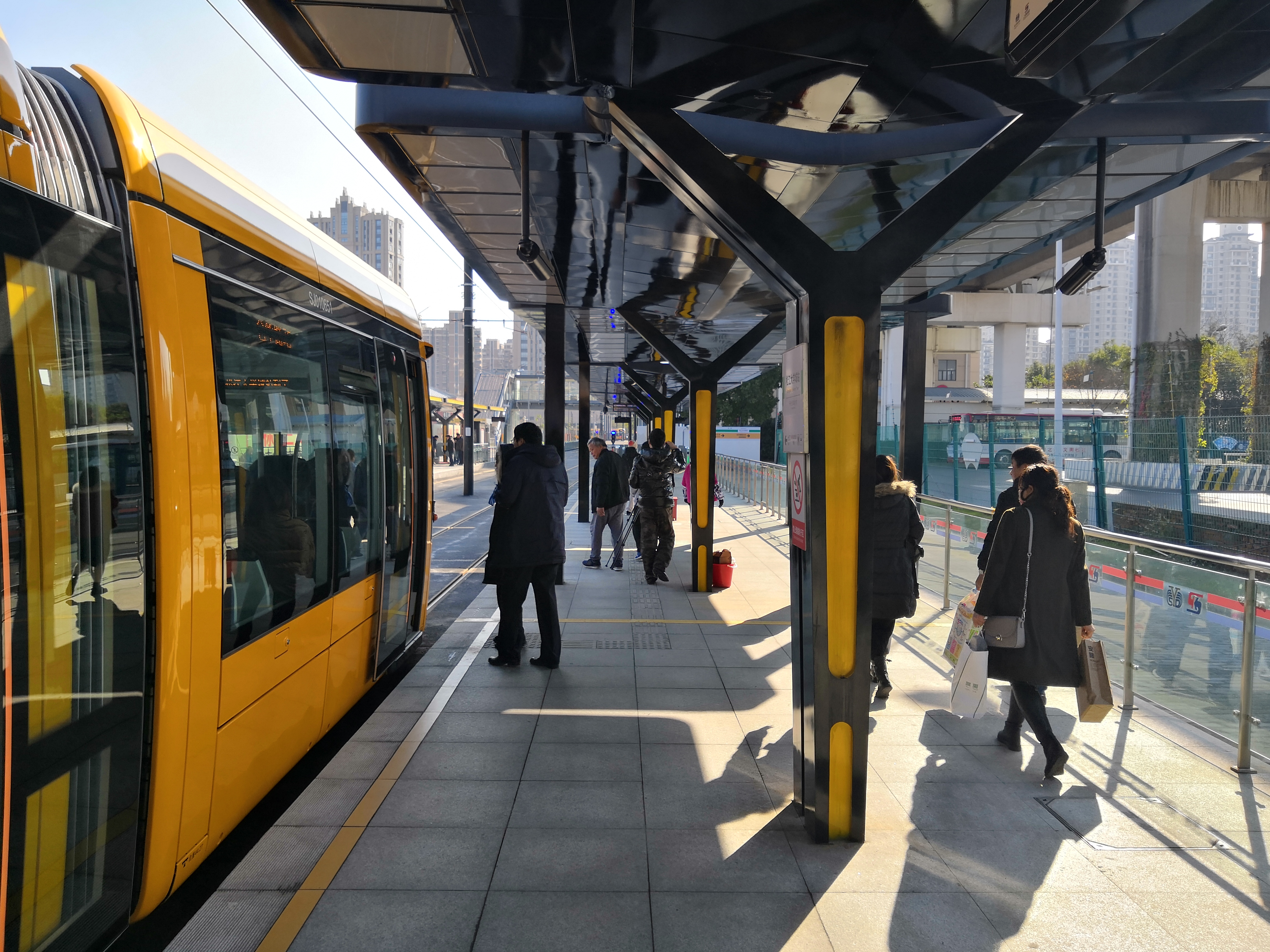
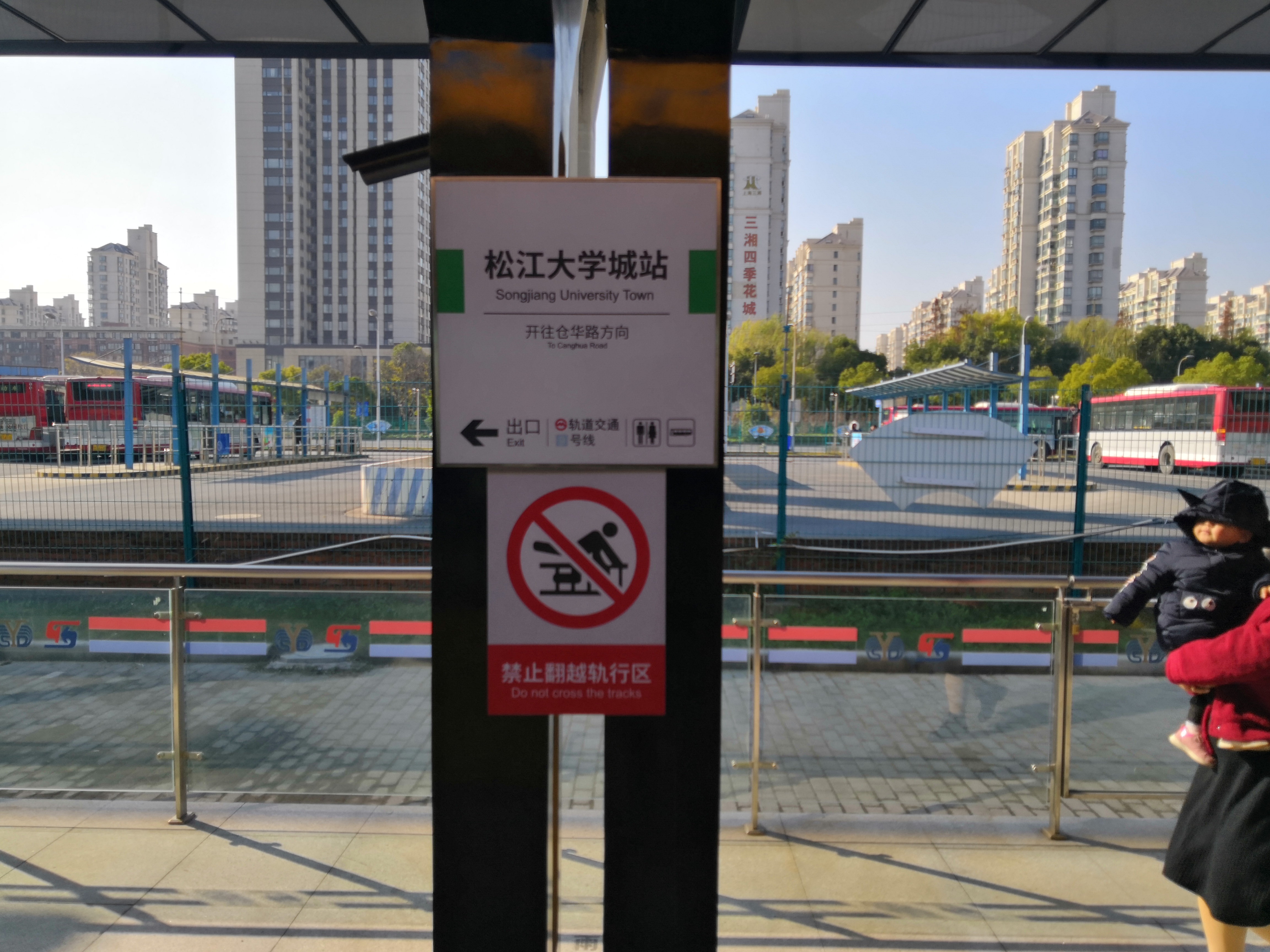
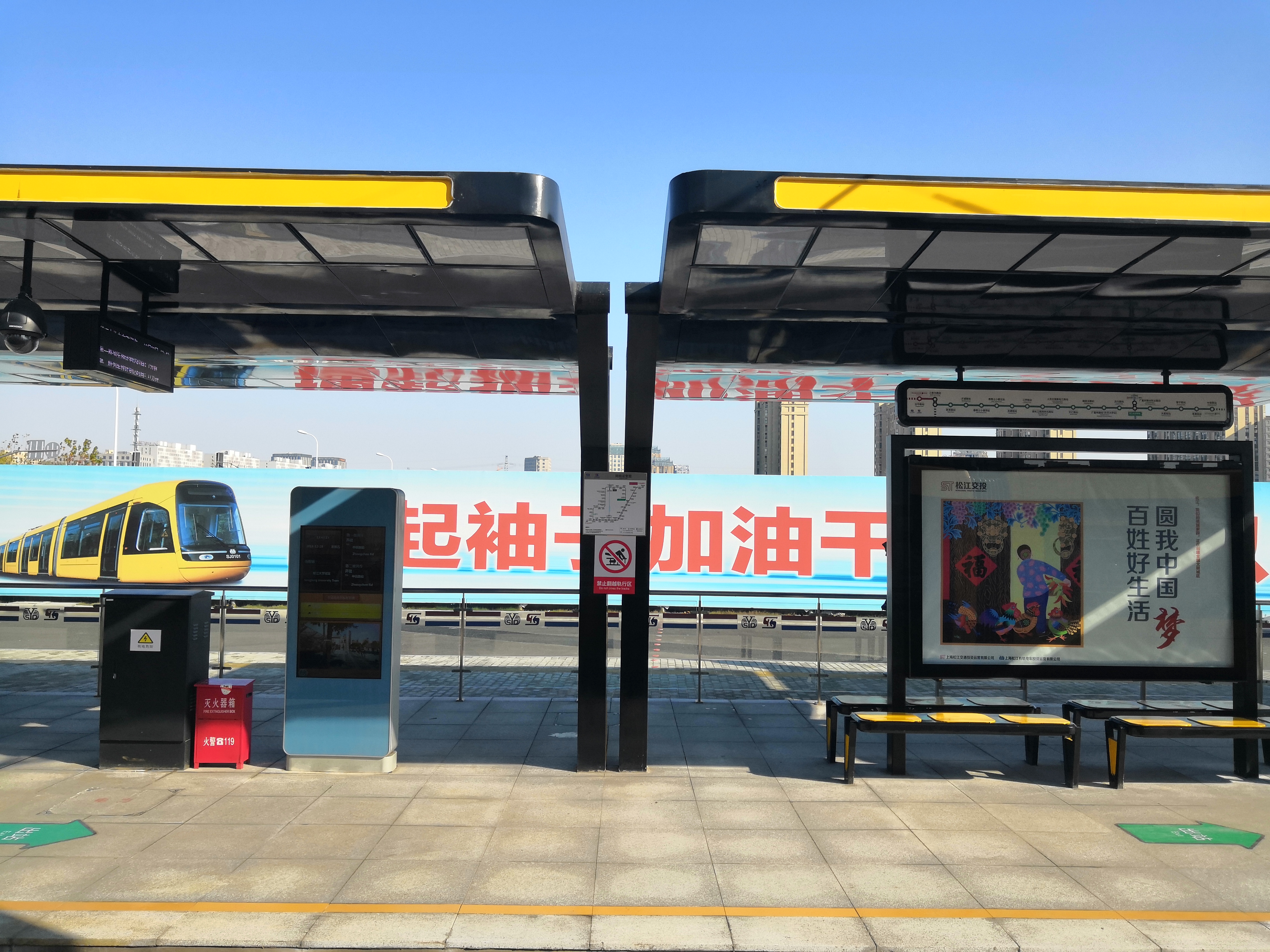
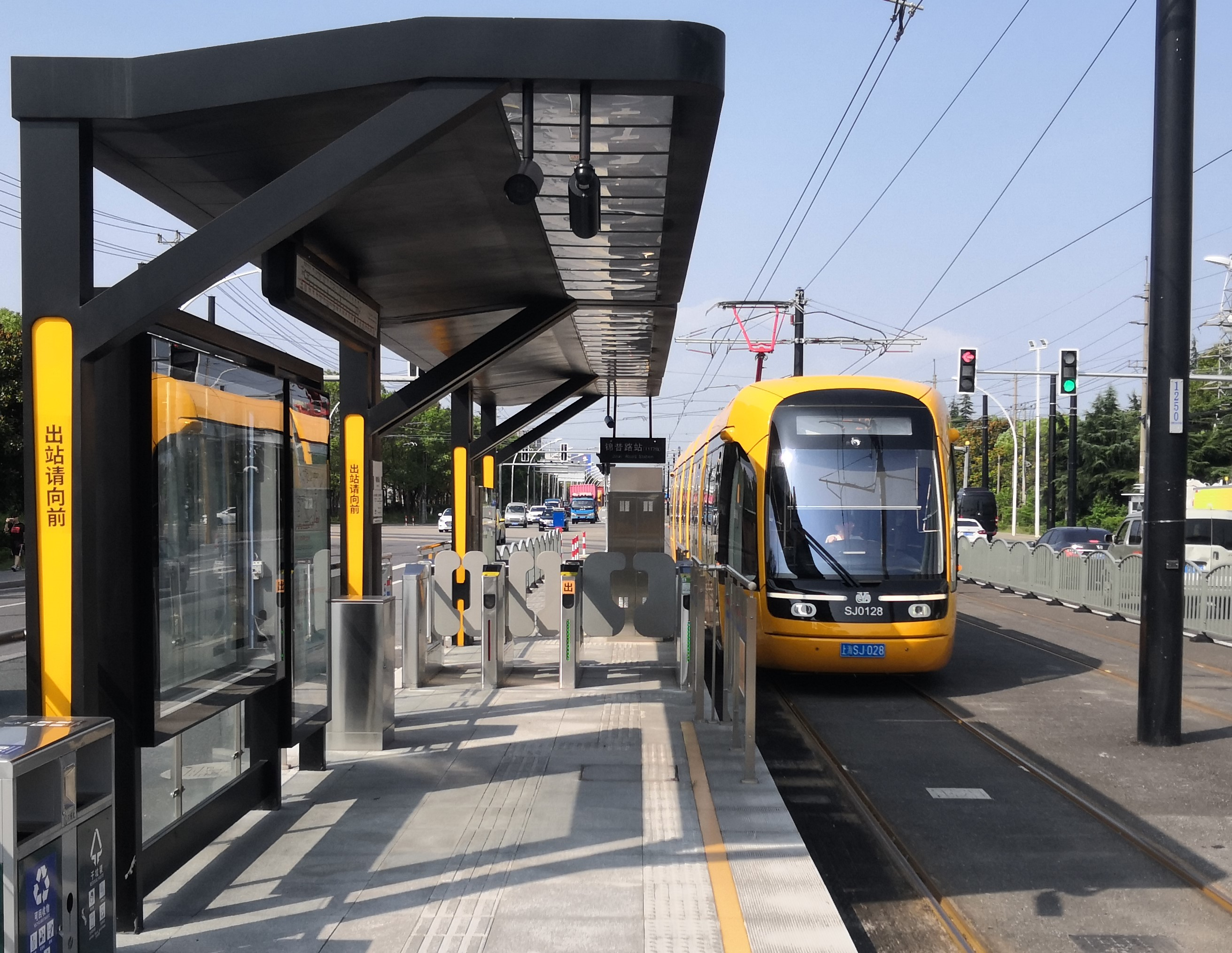
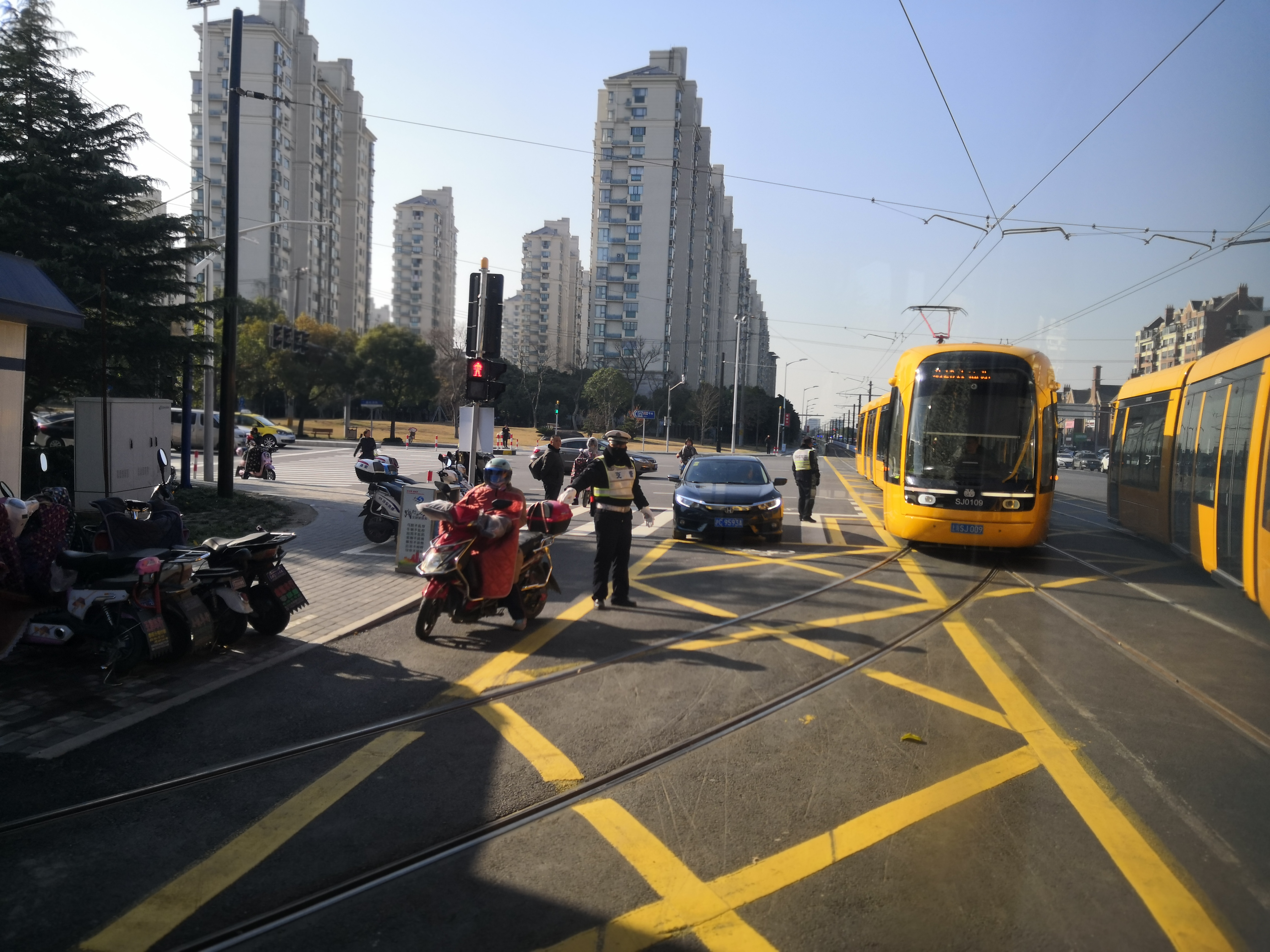
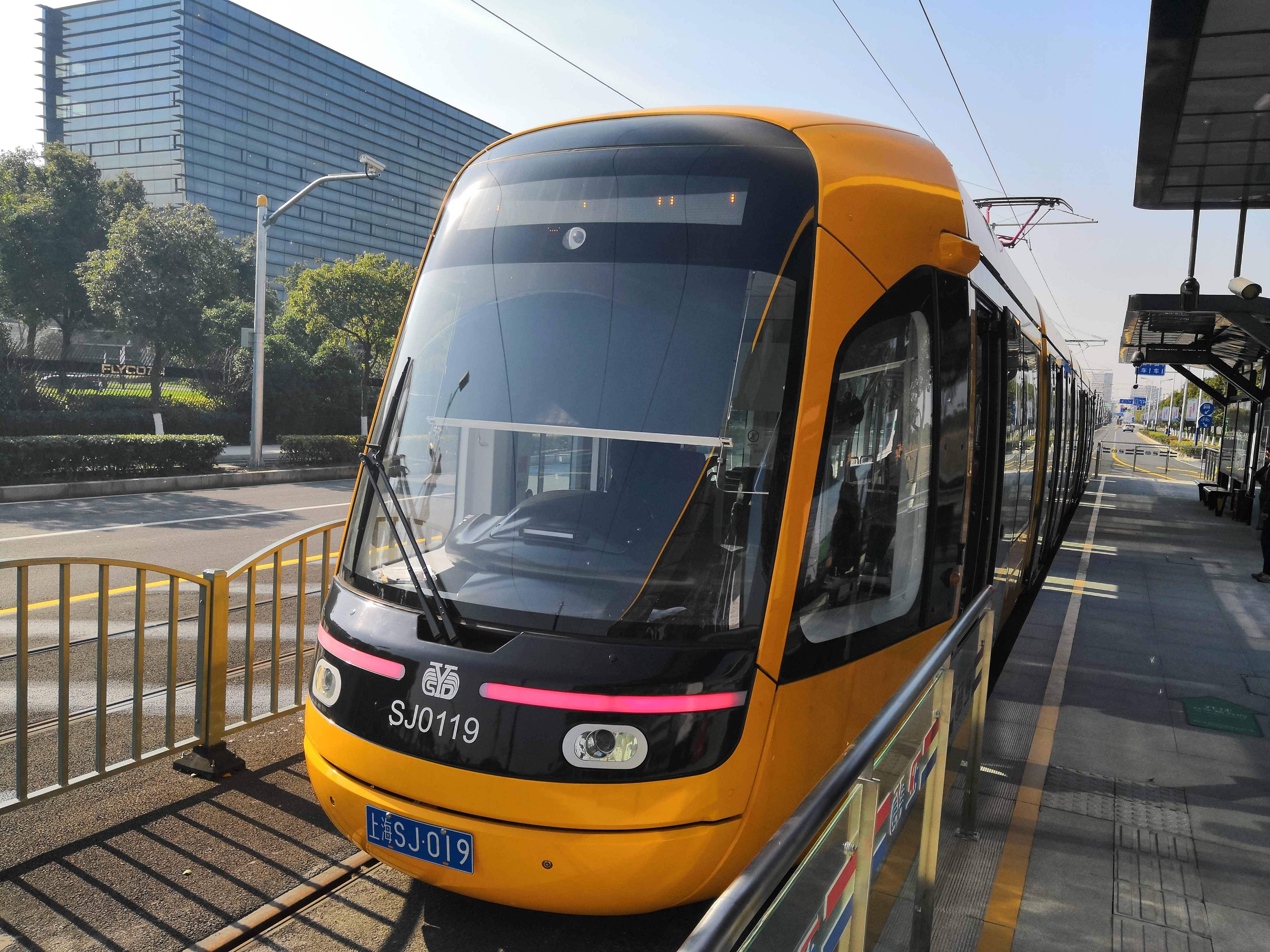
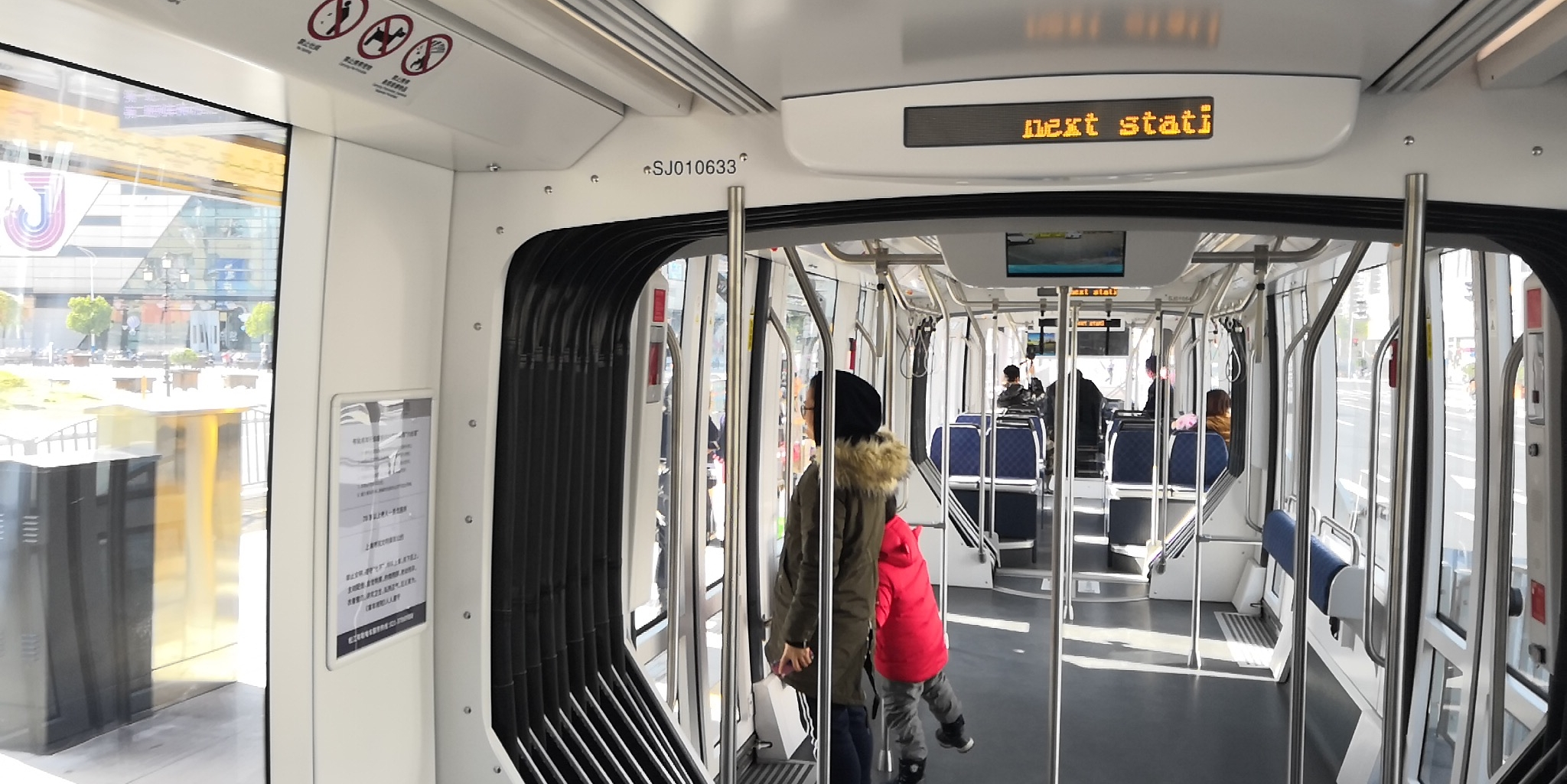
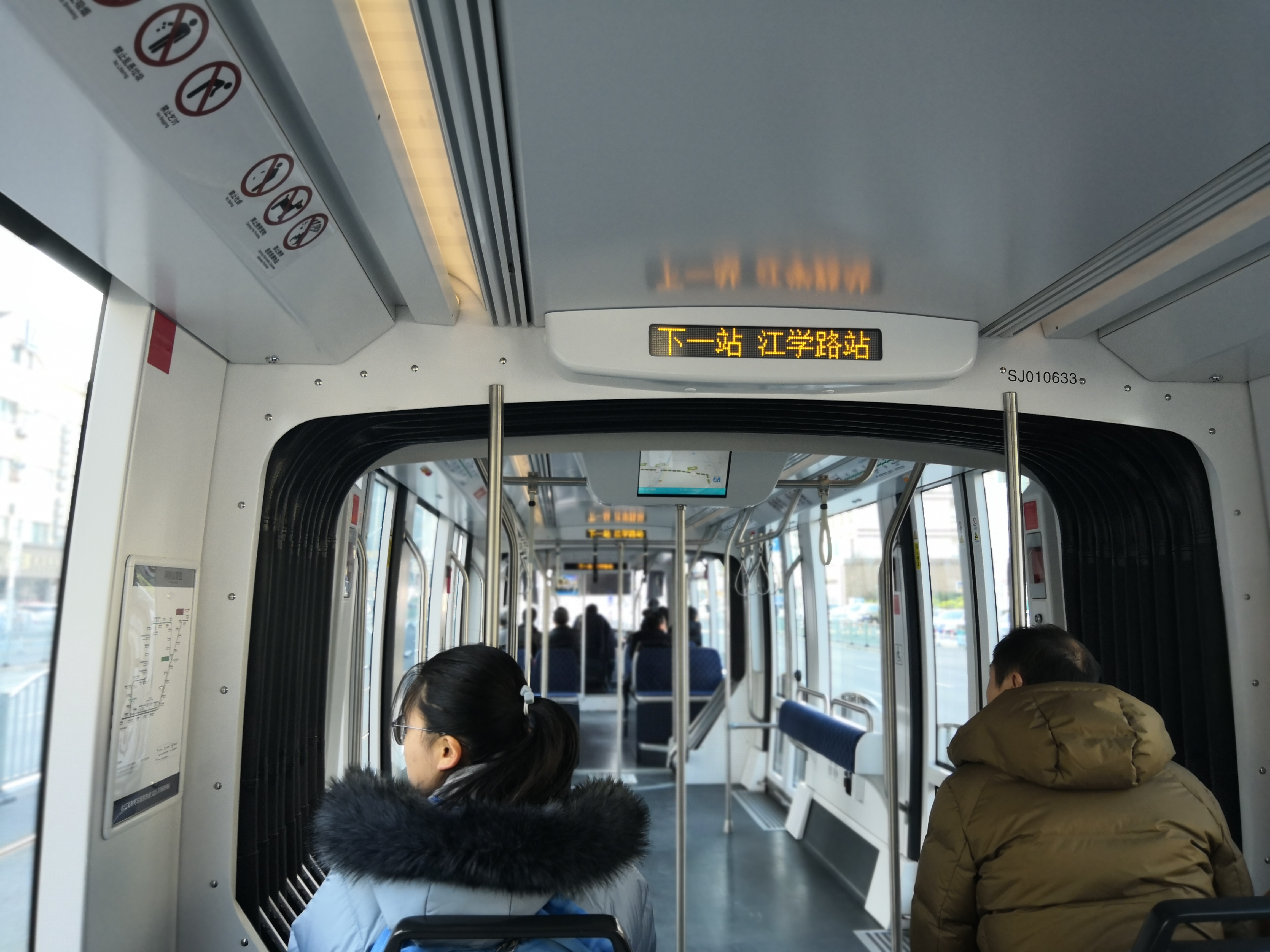
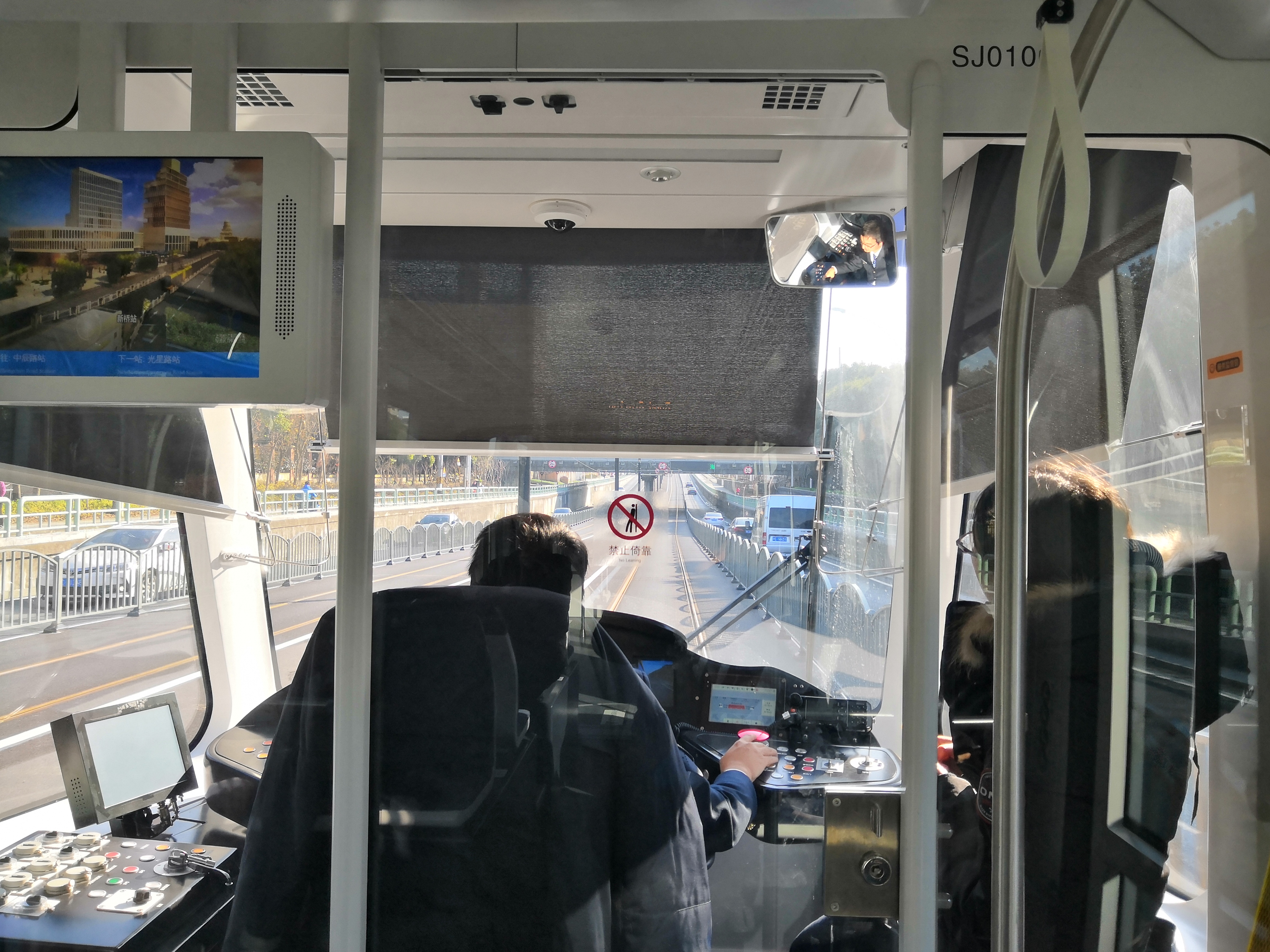
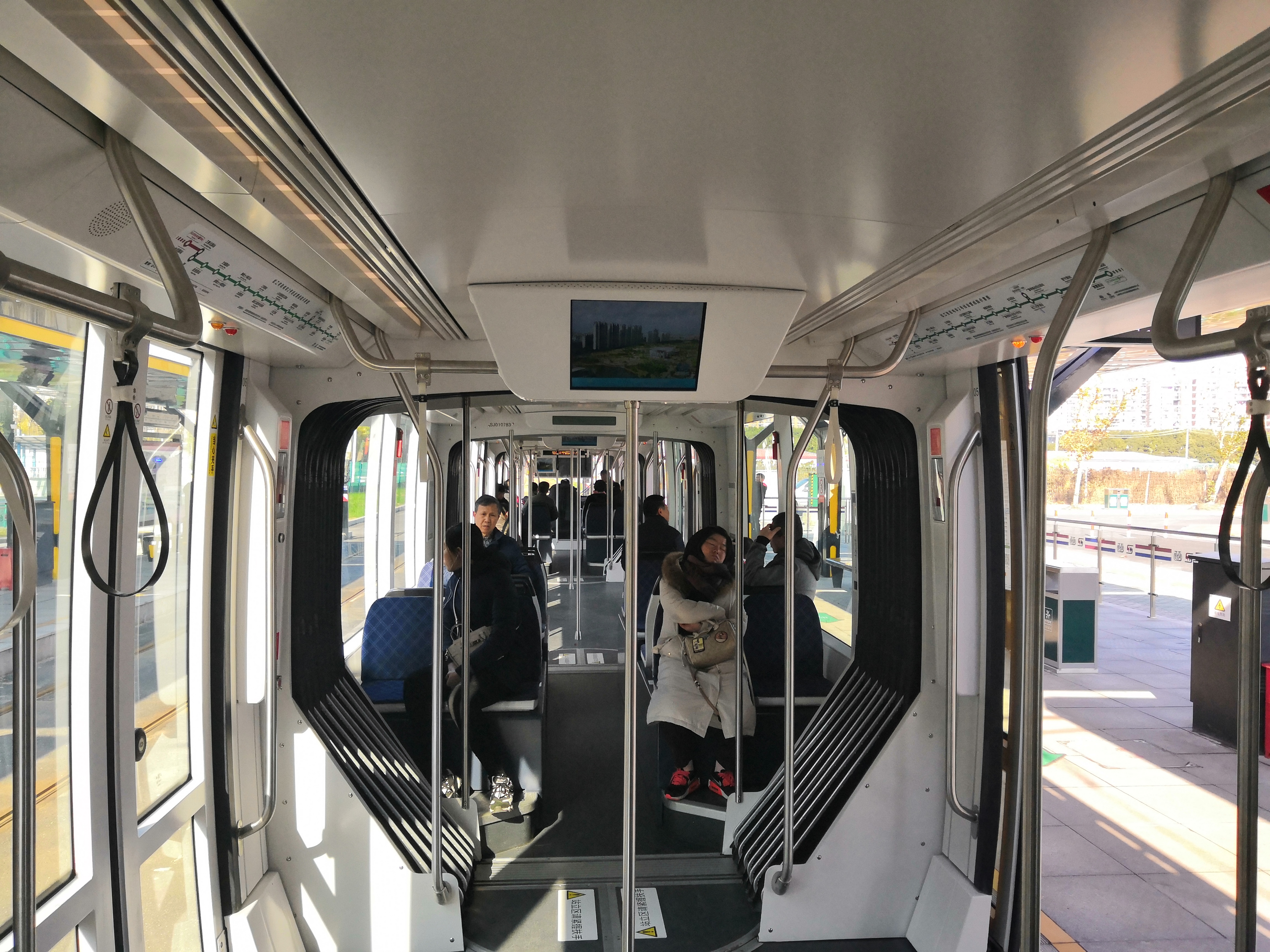